# Knickerbocker (tessuto)

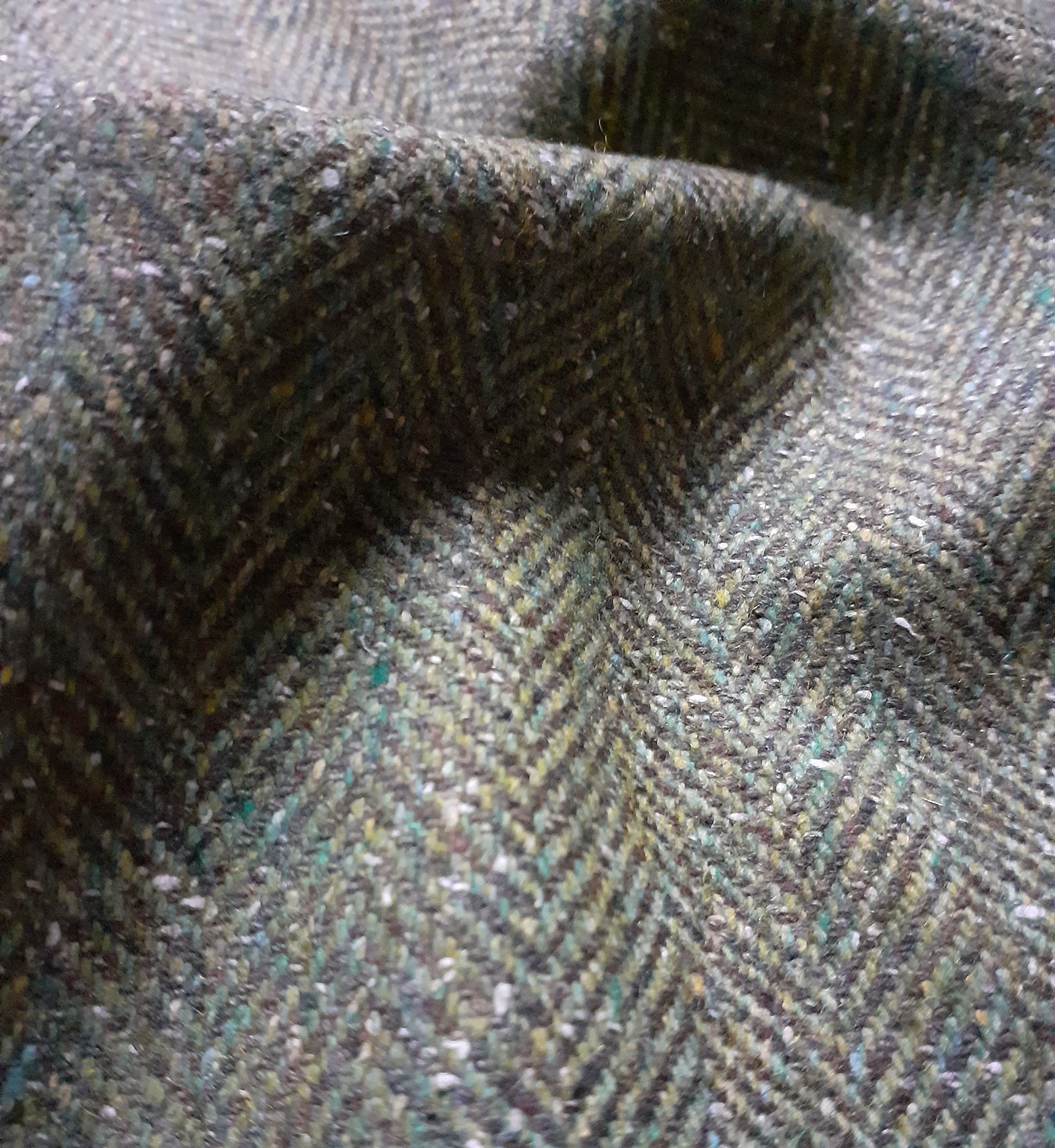
Tessuto Knickerbocker

Il Knickerbocker è un tessuto di origine americana, simile al Donegal, caratterizzato da una grossolanità che ricorda la lavorazione domestica. La superficie del tessuto è formata da piccoli nodini e bottoni a contrasto rispetto al fondo.

## Storia ed etimologia
Il nome del tessuto prende spunto dallo pseudonimo Dietrich Knickerbocker, usato da uno scrittore inglese nel 1809 per il romanzo "Storia di New York". Questo tessuto è stato utilizzato per creare i pantaloni alla zuava noti come "knicker suite" o "knickerbocker", indossati dagli immigrati olandesi che fondarono la Nuova Amsterdam, divenuta poi New York.
Il tessuto è rustico e cardato, ed è comunemente utilizzato per creare giacche maschili sportive. Alla fine del 1800, questo genere di tessuto venne impiegato nella confezione della tradizionale tenuta da golf, mentre negli anni '20, il Duca di Windsor lo apprezzò particolarmente nei completi spezzati classici da indossare anche in città.

## Caratteristiche
Il Knickerbocker un tessuto sportivo, simile al tweed, che presenta una texture a quadretti o a puntini e viene prodotto con filati di lana cardata ad effetto bottonato.
È spesso utilizzato per creare abiti sportivi.